# Duende y misterio del flamenco
Duende y misterio del flamenco (Duša i misterija flamenka), poznat i sa skraćenim naslovom Flamenco, je španjolski dokumentarni film snimljen 1952. u režiji Edgara Nevillea. U njemu se prikazuje tradicionalni španjolski ples flamenco kroz nastupe nekih od njegovih najpoznatijih izvođača. Flamenco je poznat kao jedan od prvih španjolskih filmova u boji; za njegovo snimanje je korištena tehnika Cinefotocolor, za koju je karakteristična naglašenost narančastih i plavih tonova. Flamenco je sljedeće 1953. godine prikazan na filmskom festivalu u Cannesu gdje je dobio posebno priznanje za "najbolji hommage".

## Vanjske poveznice
- Flamenco u internetskoj bazi filmova IMDb-a